# 让利斯站
让利斯站是法国的一个铁路车站，位于法国科多尔省的让利斯。

## 位置
让利斯站位于让利斯的镇中心，第戎－瓦洛尔布铁路332.800公里处。车站大致呈西北-东南走向，开口朝西南。

## 车站现状
让利斯站共有1个侧式站台，供上行方向的列车使用；1个岛式站台，其中靠南侧的车道供下行方向的列车使用，而北侧的车道则主要用于避让。让利斯站内有地下通道可连接岛式站台。
让利斯站有配套的售票窗口及自动售票机，并有一个小型候车室。此外，让利斯站站房门口有一个配套的停车场，可供通勤乘客使用。
由于让利斯人口较少，且距离第戎较近，故让利斯站暂不开行TGV列车。

## 停靠线路
以下列车线路在让利斯站停靠：
| 让利斯站列车线路表 |      |            |        |              |
| 线路               | 车种 | 上一站     | 下一站 | 大致运行频率 |
| 第戎—贝桑松/贝尔福 | TER  | 第戎       | 欧松讷 | 每天6趟左右  |
| 第戎—贝桑松/贝尔福 | TER  | 第戎旁讷伊 | 科龙日 | 每天9趟左右  |
| 1.                 |      |            |        |              |

## 配套交通

### 城际客运
让利斯站对应的大巴车上下车地点位于车站门口。科多尔省城际客运公司提供"第戎—奥克松"线路的大巴车。此外，当某条铁路线施工或罢工时，SNCF也会提供途径该线路沿途站点的大巴车。

### 市区交通
让利斯站附近暂无城市公共交通线路。

## 临近车站
| 让利斯站（Gare de Genlis） |                    |                  |
| 上行车站                   | 线路               | 下行车站         |
| 第戎旁讷伊站 9.6km ←       | 第戎－瓦洛尔布铁路 | 科龙日站 → 4.1km |